# Ennealophus euryandrus
Ennealophus euryandrus är en irisväxtart som först beskrevs av August Heinrich Rudolf Grisebach, och fick sitt nu gällande namn av Pierfelice Ravenna. Ennealophus euryandrus ingår i släktet Ennealophus och familjen irisväxter.

## Underarter
Arten delas in i följande underarter:
- E. e. euryandrus
- E. e. oxydandrus

## Bildgalleri

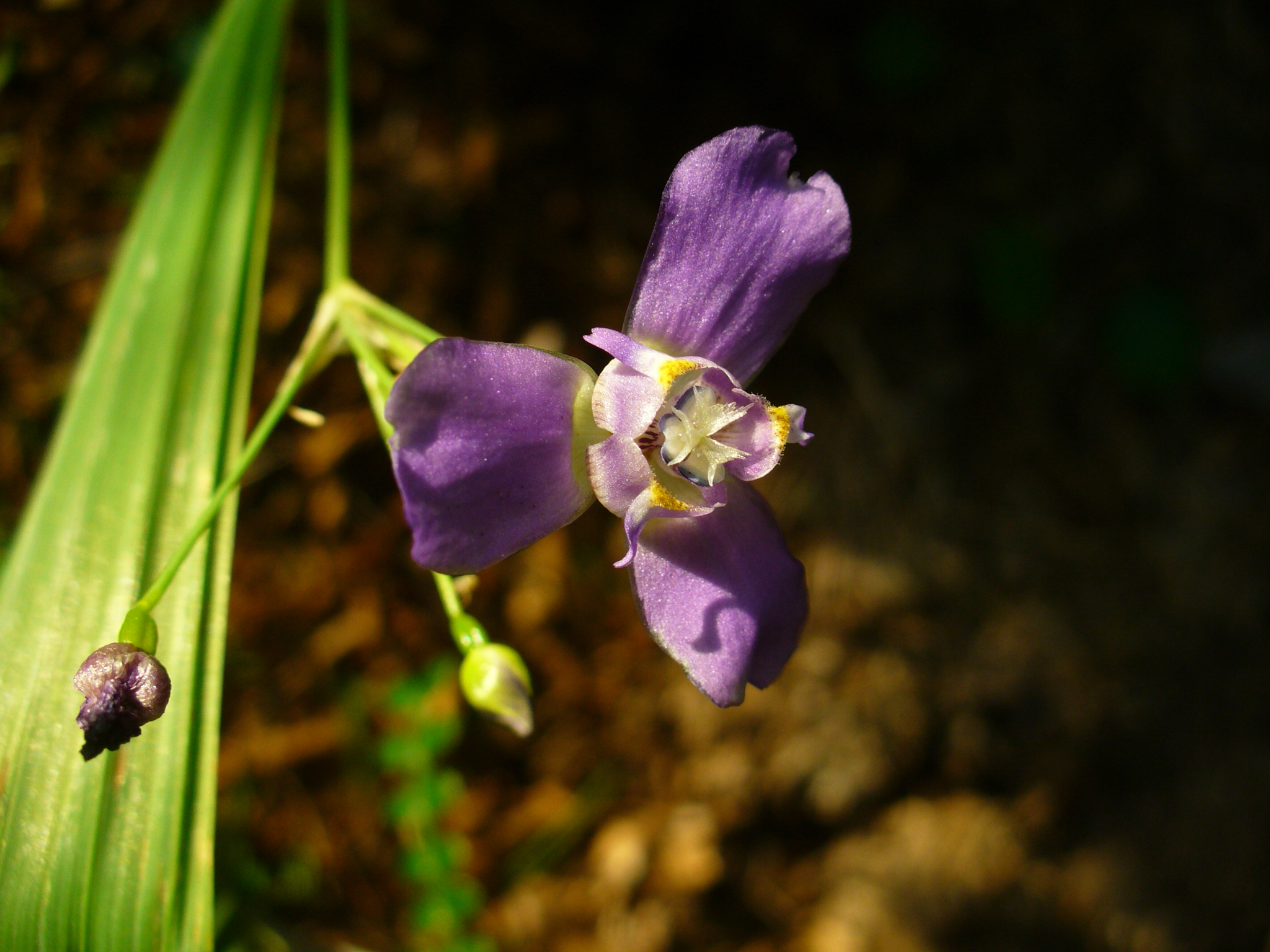